# Jüdischer Friedhof (Hedemünden)

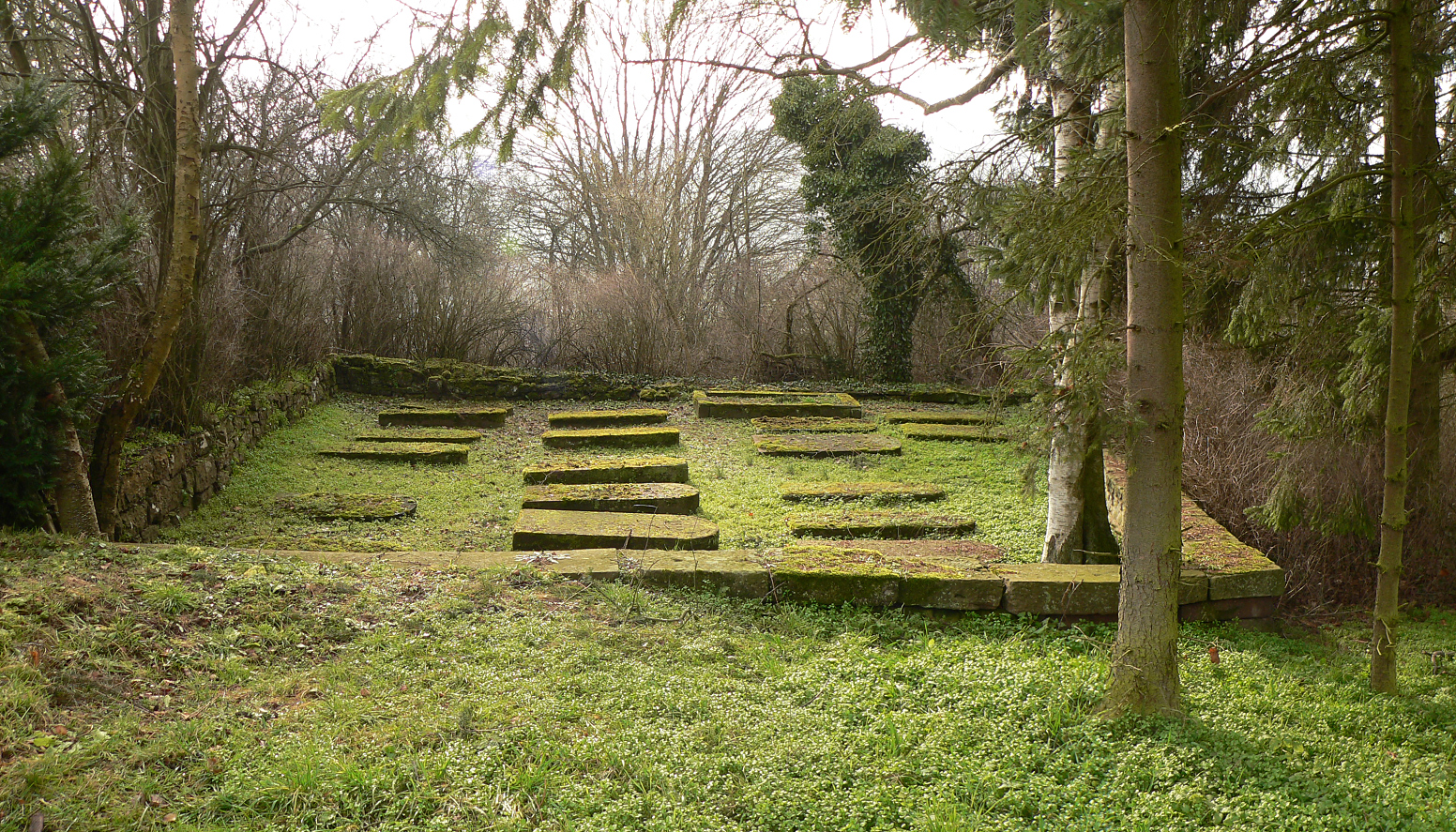
Jüdischer Friedhof Hedemünden

Der Jüdische Friedhof Hedemünden ist ein Jüdischer Friedhof im Ortsteil Hedemünden der Stadt Hann. Münden im niedersächsischen Landkreis Göttingen. 

## Beschreibung
Auf dem 146 m² großen Friedhof an der Elleröder Straße, nördlich der Eisenbahn, in der Flur „Am Hackelberge“, befinden sich in einem durch eine niedrige Mauer eingefriedeten Gelände 22 Grabsteine für die jüdischen Verstorbenen aus Hedemünden und Umgebung. Die Datierungen stammen aus der Zeit vom Jahre 1821 bis 1895. Es handelt sich um liegende Grabsteine aus rotem Sandstein. Der von alten Bäumen umgebene Friedhof blieb im Besitz der Gemeinde Hedemünden.